# S-Méthylméthionine
La S-méthylméthionine (SMM) est un acide aminé soufré de formule chimique (CH3)2S+CH2CH2CH(NH3+)COO−. Dérivée de la méthionine, la SMM est très abondante chez les plantes, plus abondante que la méthionine elle-même. Ce cation est un intermédiaire biochimique dans de nombreuses voies métaboliques en raison de sa fonction sulfonium. La L-méthionine, qui est un acide aminé protéinogène, est d'abord convertie en S-adénosylméthionine (SAM) avec comme coproduit de la S-adénosylhomocystéine (SAH), puis la SAM donne la SMM sous l'action de la méthionine S-méthyltransférase (EC 2.1.1.12).
Les rôles biologiques de la SMM ne sont pas clairement compris. On a proposé qu'elle pourrait être utilisée pour stocker la méthionine, comme donneur de méthyle, ou dans la régulation de la SAM. Quelques plantes l'utilisent comme précurseur du diméthylsulfoniopropionate (DMSP) par l'intermédiaire de la diméthylsulfoniumpropylamine et du diméthylsulfoniumpropionaldéhyde.
La SMM de l'orge est décomposée en sulfure de diméthyle CH3SCH3 lors du chauffage en touraillage des procédés de maltage, ce qui contribue à former l'arôme du malt.